# Jodocus Hermann Nünning
Jodocus Hermann Nünning (* 2. Februar 1675 in Schüttorf; † 31. Mai 1753 in Borken) war ein katholischer Geistlicher und Historiker. Bekannt wurde er durch seine umfangreiche Büchersammlung, die heute auf Haus Ruhr in Senden-Bösensell verwahrt wird.

## Leben
Jodocus Hermann Nünning war der Sohn von Heinrich Nünning, Gaugraf zu Bentheim und Schüttorf. Er hörte Vorlesungen in Philosophie in Münster, besuchte die Universität Helmstedt, anschließend studierte er Jura in Prag. Anschließend unternahm er eine mehrjährige Kavalierstour, die ihn über Oberitalien, Mittelitalien und Südfrankreich nach Orléans führte, wo er den Doktortitel erwarb. Nach einem Aufenthalt in der Bretagne, in Paris und in den Niederlanden kehrte er über Aachen und Köln nach fünf Jahren zurück. Bald führte ihn eine weitere Reise nach Wien, Berlin und Frankfurt an der Oder, wo er juristische und historische Vorträge hörte. 1704 kehrte er nach Schüttorf zurück, schlug das ihm angebotene Richteramt aber aus. 1706 wurde er Scholaster des Stifts Vreden, in dem er bis 1752 lebte, zuletzt als Stiftssenior.
Im Stift Vreden beschäftigte Nünning sich mit geographischen und geschichtlichen Studien, insbesondere über das Münsterland und Karl den Großen. Für die Ordnung des Borkener Archivs zeichnete ihn der Kurfürst von Köln 1743 mit dem Titel eines Kirchenrats aus. Daneben legte er eine umfassende Büchersammlung an, die am Ende 9.000 Titel umfasste. Sie war von Nünning gedacht als Grundlage für eine Universitätsbibliothek in Münster, sie blieb nach seinem Tod aber in Privatbesitz (Archiv Haus Ruhr/Alvinghoff, Bösensell).
Mit Johann Heinrich Cohausen, Leibarzt des Bischofs von Münster und medizin-satirischer Schriftsteller und dem Mediziner und kurtrierischen Leibarzt Salentin Ernst Eugen Cohausen arbeitete er zusammen und veröffentlichte einige Werke auch gemeinsam mit ihnen.
1752 legte Nünning sein Kanonikat nieder. Die letzten Lebensmonate verbrachte er auf Haus Wiekinghoff in Borken-Grütlohn, wo er 1753 starb. Sein Grab befindet sich in der Borkener Johanneskirche.
Jodocus Hermann Nünning war der Namenspatron der Nünning-Realschule in Borken und ist Namenspatron der Jodocus-Nünning-Gesamtschule in Borken und des vom Landeskundlichen Institut Westmünsterland vergebenen Jodocus-Hermann-Nünning-Preises.

## Schriften (Auswahl)
- Sepulcretum Westphalico-Mimigardico gentile etc. (Von der Totenverbrennung der Alten), 1713, 2. Aufl. 1714.
  - Übersetzung von E. Hüsing: Des Jod. Herman Nünning ... westfälisch-münsterländische Heidengräber. Coesfeld 1855 (ULB Münster)
- Diplomatis Caroli Magni de scholis Graecis et Latinis vindicata veritas, 1720.
- Monumentorum Monasteriensium decuria prima: loca dioeceseos, 1747.
- Tagebuch 1707–1748. Nach dem Autograph herausgegeben von Werner Frese, Vreden 2013 (Westmünsterland – Quellen und Studien Bd. 21) ISBN 978-3-937432-40-3.